# Matthias Eduard Schweizer
Matthias Eduard Schweizer (8 tháng 8 năm 1818 - 23 tháng 10 năm 1860) là một nhà hóa học người Thụy Sĩ. Ông được biết đến với phát minh năm 1857 về thuốc thử Schweizer, dùng để hòa tan xenlulose trong sản xuất tơ nhân tạo. Ông là một trong những người tiên phong của ngành công nghiệp dệt tổng hợp.

## Tuổi thơ
Matthias Eduard Schweizer sinh ngày 8 tháng 8 năm 1818 tại Wila, Zurich, Thụy Sĩ. Ông được trao bằng tiến sĩ tại Đại học Zurich, sau đó làm trợ lý tại Đại học Bách khoa Zurich.  Ông là học trò và trợ lý của Carl Jacob Löwig, và chủ yếu tham gia phân tích các mẫu khoáng chất khác nhau. Ông giảng dạy tại trường đại học và là phó giáo sư tại trường đại học từ năm 1852. Từ năm 1855, ông dạy hóa học tại Trường Công nghiệp Cao (Oberen Industrieschule) ở Zurich. Schweizer xuất bản một bài báo vào năm 1857 (Das Kupferoxid-Ammoniak, ein Auflösungsmittel für die Pflanzenfaser), trong đó ông báo cáo rằng bông, lanh xenlulose và lụa có thể được hòa tan trong dung dịch đồng(II) hydroxide tetramin. Ông phát hiện ra rằng sau khi ép đùn, xenlulose có thể được tái tạo trong bể đông tụ. Schweizer đã không nộp đơn xin cấp bằng sáng chế cho phát minh của mình. Ông mất ngày 23 tháng 10 năm 1860 tại Zurich ở tuổi 42.

## Thuốc thử Schweizer

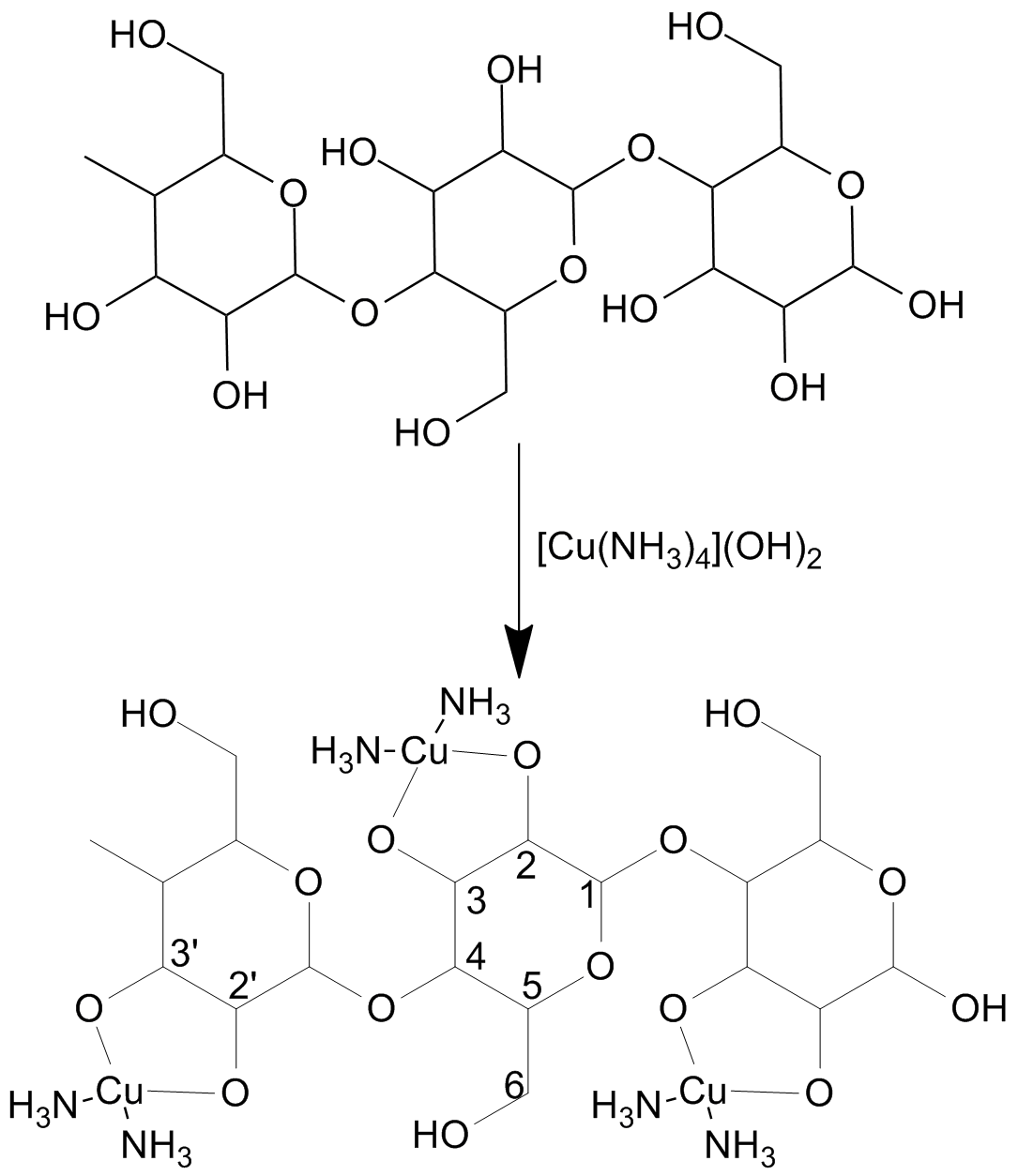
Sự hòa tan cellulose trong thuốc thử Schweizer

Thuốc thử Schweizer là dung dịch kiềm của đồng sunfat trong amoniac (công thức hóa học: [Cu(NH3)4](OH)2–3H2O hoặc CuH14N4O2). Thuốc thử của Schweizer có thể được điều chế bằng cách phủ đồng(II) hydroxide cấp kỹ thuật, ổn định với amoni hydroxide. Đây là cơ sở cho quy trình được cấp bằng sáng chế vào năm 1890 bởi nhà hóa học người Pháp Louis-Henri Despeissis để tạo ra sợi từ cuprammoni rayon. Ông tách dung dịch cuprammoni của xenlulozơ thành nước, sau đó sử dụng axit sulfuric loãng để trung hòa amoniac và làm kết tủa các sợi xenlulozơ. Despeissis mất năm 1892 và bằng sáng chế của ông không được gia hạn.

## Khai thác công nghiệp
Max Fremery (1859–1932), một nhà hóa học người Đức, và Johann Urban (1863–1940), một kỹ sư người Áo, bắt đầu sản xuất tơ nhân tạo ở Oberbruch gần Aachen vào năm 1891 bằng cách sử dụng bông và thuốc thử Schweizer. Họ đã được cấp bằng sáng chế cho một phiên bản của quy trình Despeissis với việc bổ sung một phương pháp thực tế để kéo sợi. Vào ngày 19 tháng 9 năm 1899, họ thành lập công ti  Vereinigte Glanzstoff-Fabriken (VGF) với số vốn 2 triệu mark. VGF nhanh chóng trở thành một công ti sản xuất sợi nhân tạo thành công. 
Đến năm 1909–10, rõ ràng là quá trình tạo nhớt đã vượt trội hơn, và VGF bắt đầu chuyển sang sản xuất nhớt. Tuy nhiên, mặc dù cuprammoni rayon đắt hơn viscose rayon, nhưng với quy trình "kéo căng" của Edmund Thiele, người ta có thể tạo ra rayon với các sợi mảnh từ 1-1,5 dener. Cuprophan, một màng cellulose dựa trên quá trình này, đã được sử dụng trong các máy lọc máu sau Thế chiến II (1939–45). Vào cuối năm 2001, Asahi Chemical Industries của Nobeoka, Nhật Bản, đã sử dụng quy trình cuprammoni để sản xuất rayon. 